# Красная Горка (Шатурский район)
Красная Горка — деревня в Шатурском муниципальном районе Московской области. Входит в состав Дмитровского сельского поселения. Население — 14 чел. (2013).

## Расположение и транспорт
Деревня Красная Горка расположена в южной части Шатурского района, на 138 км Егорьевского шоссе. Расстояние по автодорогам до МКАД порядка 145 км, до райцентра — 58 км, до центра поселения — 16 км. Ближайшие населённые пункты — деревни Дубровка к западу и Подлесная к востоку. В деревне расположена автобусная остановка, откуда можно добраться до Дмитровского Погоста, Егорьевска и Радовицкого.
Высота над уровнем моря 127 м.

## Название
В письменных источниках деревня упоминается как Матвеевская, Пырково, Красная Горка.
Словосочетанием красная горка обозначали горки, хорошо прогреваемые солнцем.

## История

### С XVII века до 1861 года
Впервые упоминается в писцовой Владимирской книге В. Кропоткина 1637—1648 гг. как деревня Матвеевская Ильмянской кромины волости Муромского сельца Владимирского уезда. Деревня принадлежала стольнику Василию Никоновичу и стряпчему Тимофею Никоновичу Бутурлиным.
В результате губернской реформы 1708 года деревня оказалась в составе Московской губернии. После образования в 1719 году провинций деревня вошла во Владимирскую провинцию, а с 1727 года — во вновь восстановленный Владимирский уезд.

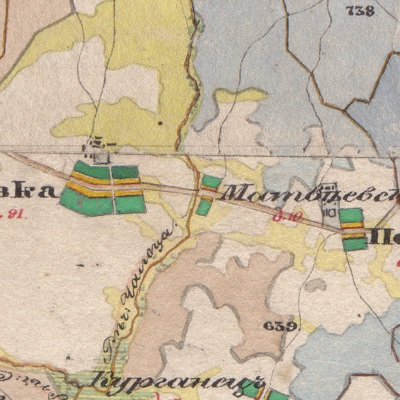
Деревня Матвеевская (ныне Красная Горка) на карте 1850 года

В 1778 году образовано Рязанское наместничество (с 1796 года — губерния). После этого вплоть до начала XX века деревня входила в Егорьевский уезд Рязанской губернии.
Последним владельцем деревни перед отменой крепостного права был князь Петр Николаевич Вадбольский.
По сведениям 1859 года Пыркова (Красная горка) — владельческая деревня 2-го стана Егорьевского уезда на Касимовском тракте, при безымянной речке, в 52 верстах от уездного города и 22 верстах от становой квартиры.

### 1861—1917
После реформы 1861 года из крестьян деревни было образовано одно сельское общество, деревня вошла в состав Дубровской волости.
В 1885 году был собран статистический материал об экономическом положении селений и общин Егорьевского уезда. В данном сельском обществе было общинное землевладение, земля была поделена по ревизским душам. Переделы пашни бывали редко, покосы делили ежегодно. Деревня находилась с краю надельной земли, дальние полосы отстояли от неё за версту. Пашня была разбита на 75 участков, длина душевых полос от 5 до 30 саженей, ширина в 3 аршина. Всего у общины было 217 десятин земли, из которой 75 десятин было уступлено крестьянам по соглашению с помещиком, также 7 домохозяев снимали в аренду 11 десятин луга.
Почва была большей частью песчаная, пашни ровные. Покосы (84 десятины) большей частью шли по лесу и по полям, частично по речке, прогоны удобные. Лес (48 десятин) — строевой и дровяной, крупный рубится через 10 лет, мелкий на дрова — ежегодно. В деревне было 30 колодцев с хорошей водой. Сажали рожь, гречиху и картофель. У крестьян было 17 лошадей, 33 коровы и 34 теленка, 97 овец, 20 свиней и 62 колодки пчёл; плодовых деревьев не было. Избы строили деревянные, крыли деревом и железом, топили по-белому.
Деревня входила в приход села Ильмень, там же располагалась школа. Местным промыслом было тканьё кульков, которым занимались 15 мужчин, преимущественно в полурабочем возрасте, и 1 женщина. 33 плотника уходили на заработки главным образом в Московскую губернию.
По данным 1905 года ближайшее почтовое отделение и больница находились в селе Дмитровский Погост. Местным промыслом оставалось плотничество и тканьё кульков из мочалы, появилась ветряная мельница.

### 1917—1991
После Октябрьской революции был образован Дубровский сельсовет, куда вошла деревня Красная Горка.
В 1919 году деревня была передана из Егорьевского уезда во вновь образованный Спас-Клепиковский район Рязанской губернии. В 1921 году Спас-Клепиковский район был преобразован в Спас-Клепиковский уезд, который в 1924 году был упразднён. После упразднения Спас-Клепиковского уезда деревня передана в Рязанский уезд Рязанской губернии. В 1925 году произошло укрупнение волостей, в результате которого деревня оказалась в укрупнённой Архангельской волости.
В ходе реформы административно-территориального деления СССР в 1929 году деревня вошла в состав Дмитровского района Орехово-Зуевского округа Московской области. В 1930 году округа были упразднены, а Дмитровский район переименован в Коробовский.
В 1959 году деревня вошла в Середниковский сельсовет.
3 июня 1959 года Коробовский район был упразднён, Середниковский сельсовет передан Шатурскому району.
С конца 1962 года по начало 1965 года деревня Красная Горка входила в Егорьевский укрупнённый сельский район, созданный в ходе неудавшейся реформы административно-территориального деления, после чего деревня в составе Середниковского сельсовета вновь передана в Шатурский район.

### С 1991 года
В 1994 году Середниковский сельсовет был преобразован в Середниковский сельский округ.
В 2005 году образовано Дмитровское сельское поселение, в которое вошли населённые пункты Середниковского сельского округа, в том числе деревня Красная Горка.

## Население
| 1858 | 1859 | 1868 | 1885 | 1905 | 1970 | 1993 |
| ---- | ---- | ---- | ---- | ---- | ---- | ---- |
| 92   | ↗96  | ↗114 | ↗140 | ↗151 | ↘37  | ↘14  |
| 2002 | 2006 | 2010 | 2011 | 2013 |      |      |
| ↘4   | ↗7   | ↘2   | ↗12  | ↗14  |      |      |

В переписях за 1858 (X ревизия), 1859 и 1868 годы учитывались только крестьяне. Число дворов и жителей: в 1850 году — 10 дворов, в 1858 году — 44 муж., 48 жен., в 1859 году — 15 дворов, 44 муж., 52 жен., в 1868 году — 16 дворов, 63 муж., 51 жен.
В 1885 году был сделан более широкий статистический обзор. В деревне проживало 138 крестьян (22 двора, 60 муж., 78 жен.), а также 1 семья, не приписанная к обществу (1 муж., 1 жен.). На 1885 год грамотность среди крестьян деревни составляла 14 % (20 человек из 138), также 1 мальчик посещал школу.
В 1905 году в деревне проживал 151 человек (21 двор, 73 муж., 78 жен.).
По результатам переписи населения 2010 года в деревне проживало 2 человека (1 муж., 1 жен.).

## Галерея

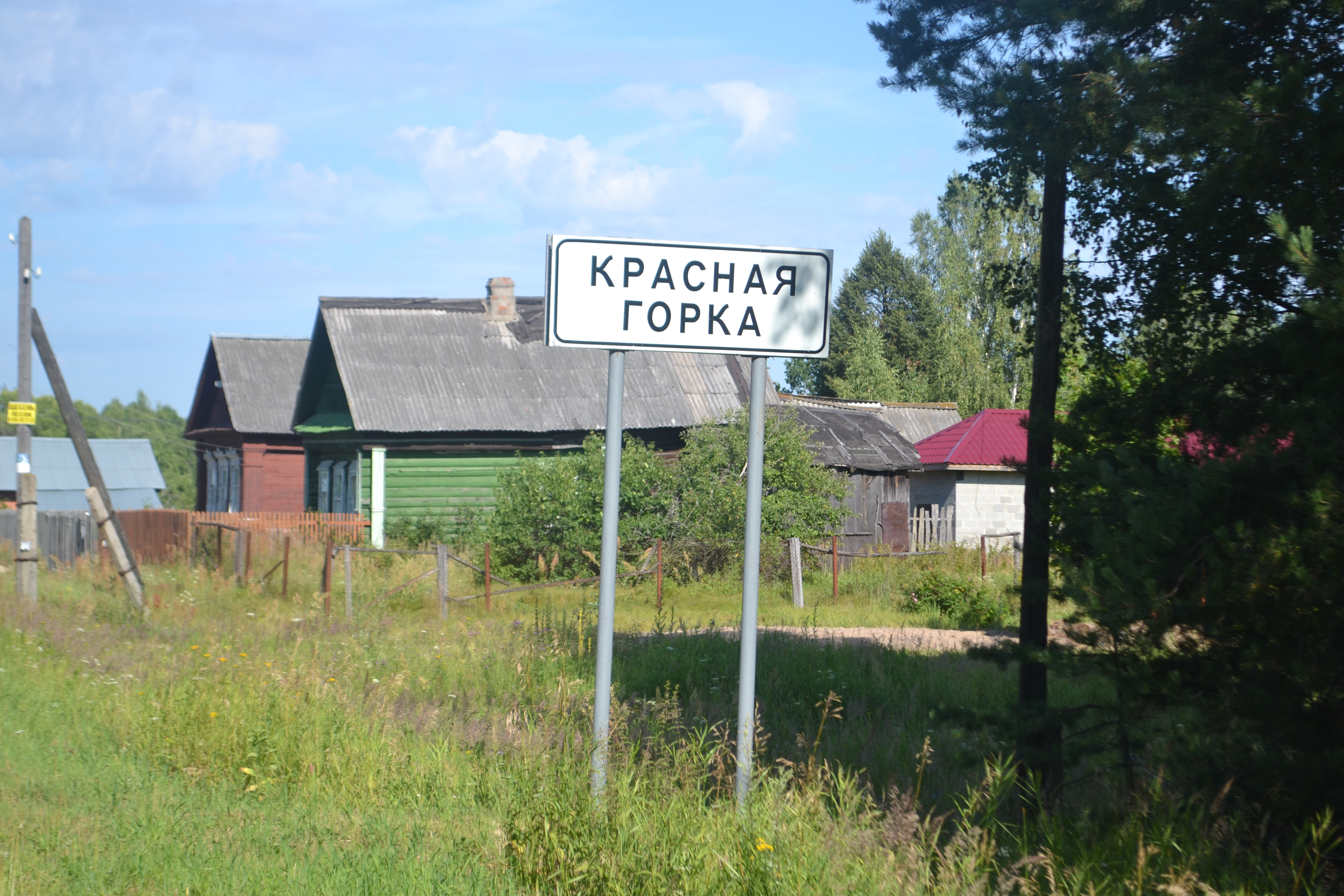
Дорожный указатель на деревню
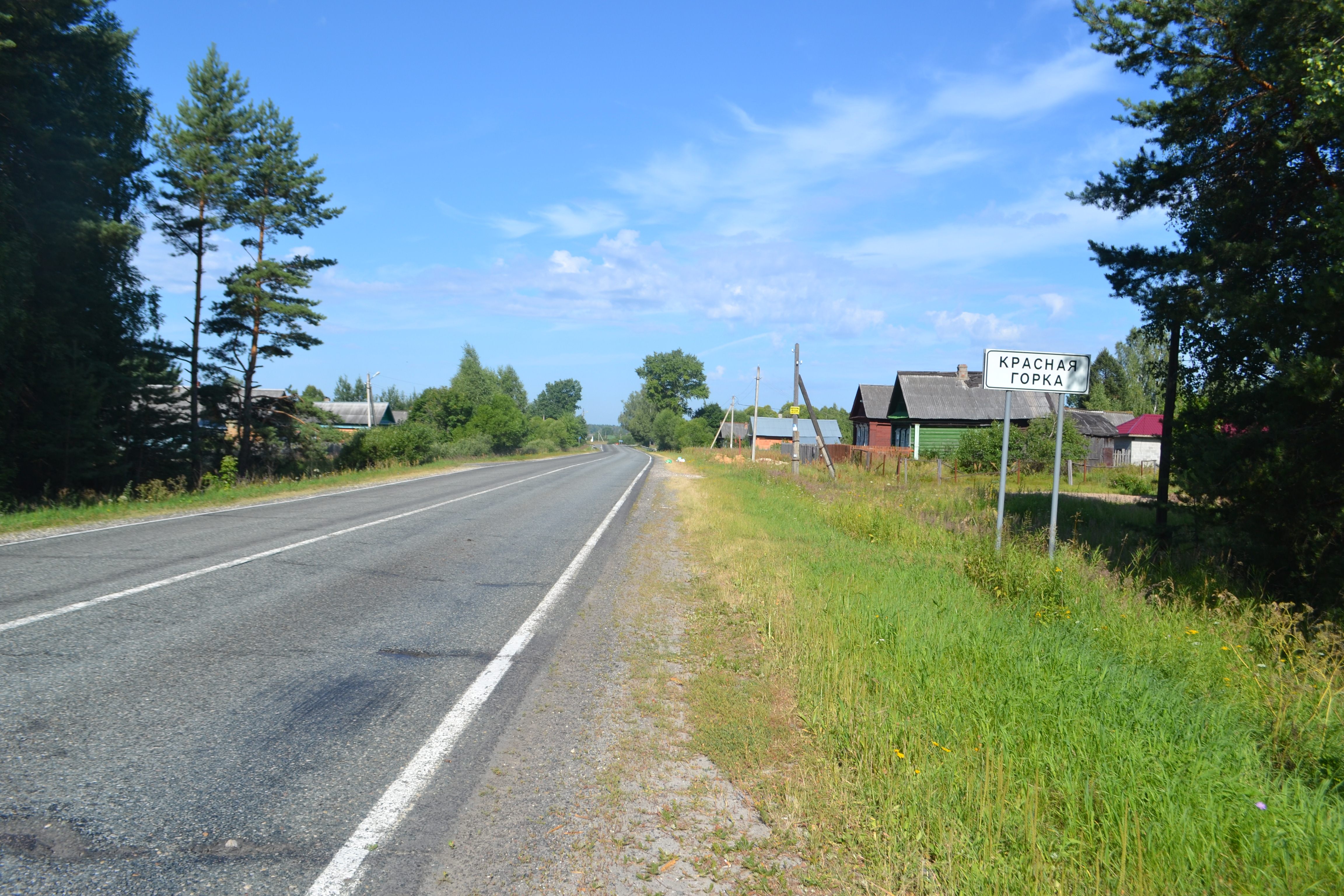
Въезд в деревню
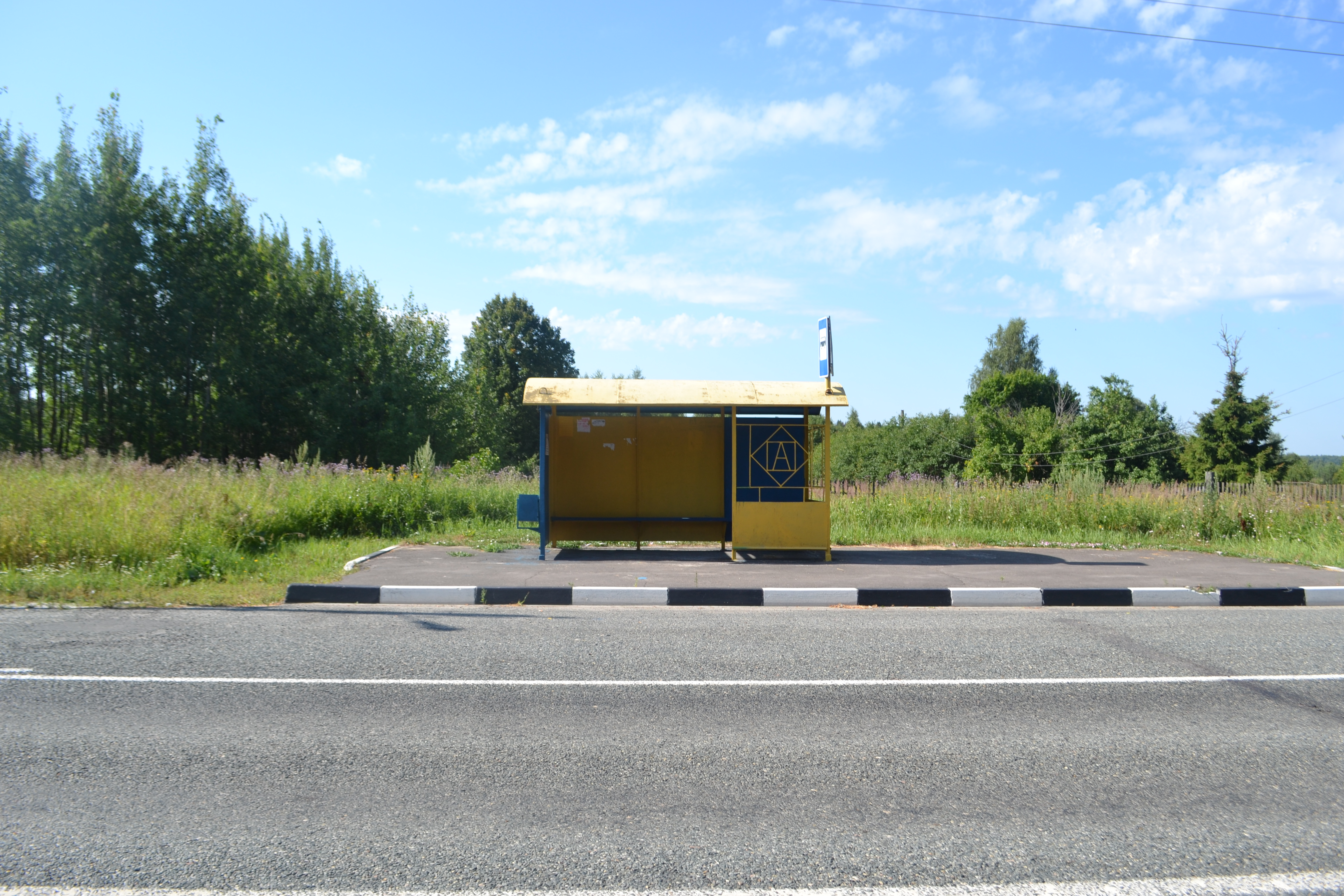
Остановка Красная Горка
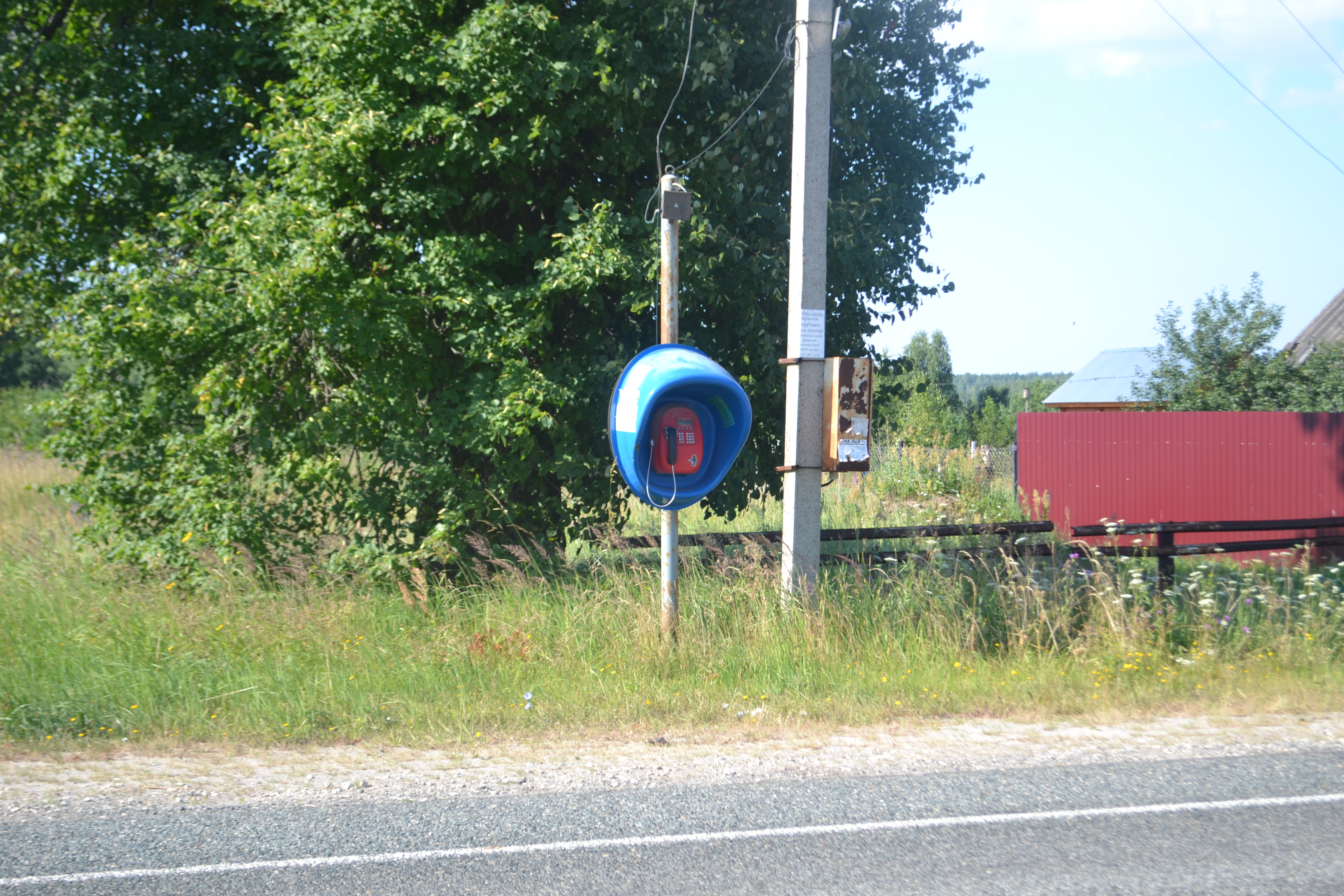
Таксофон в деревне
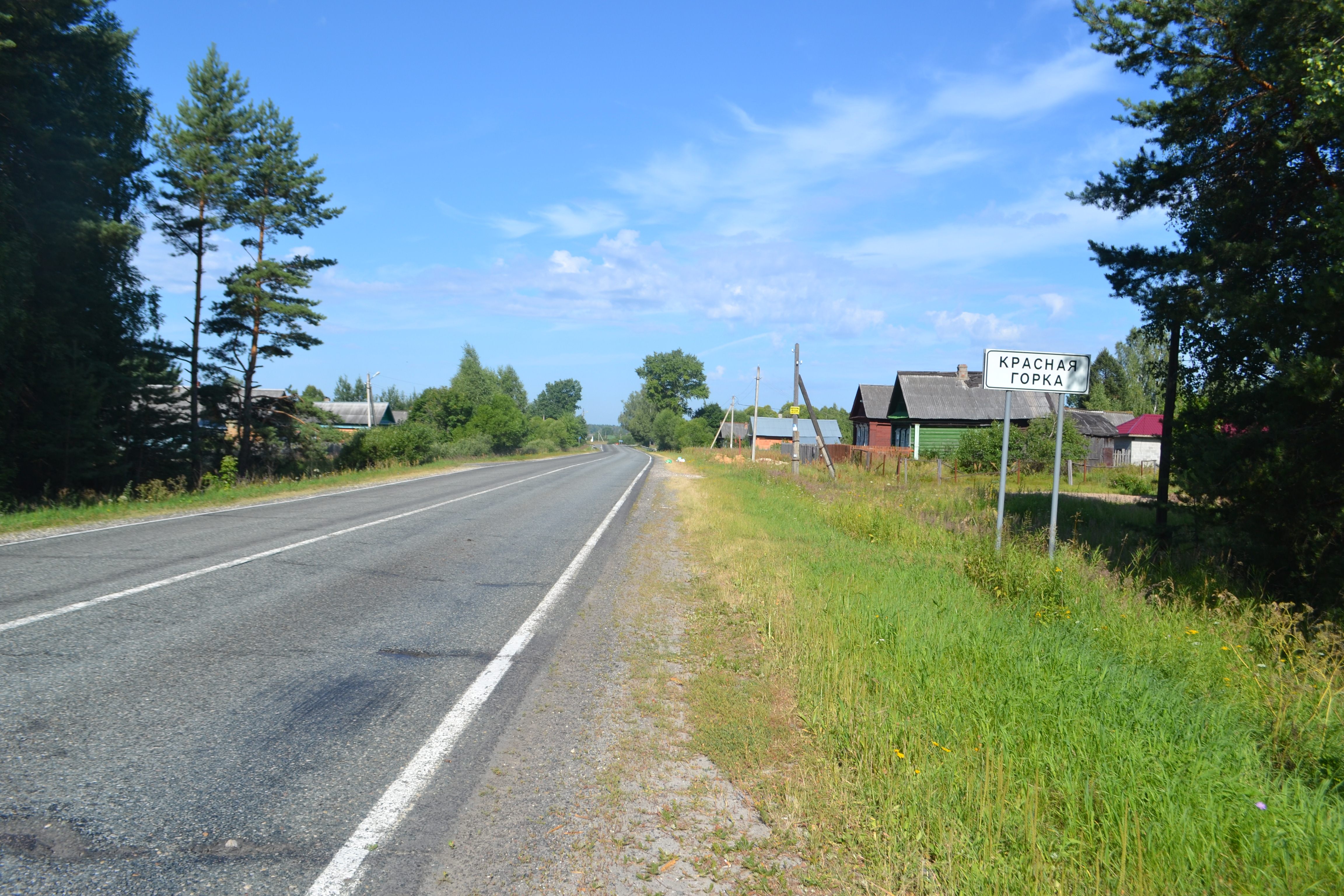
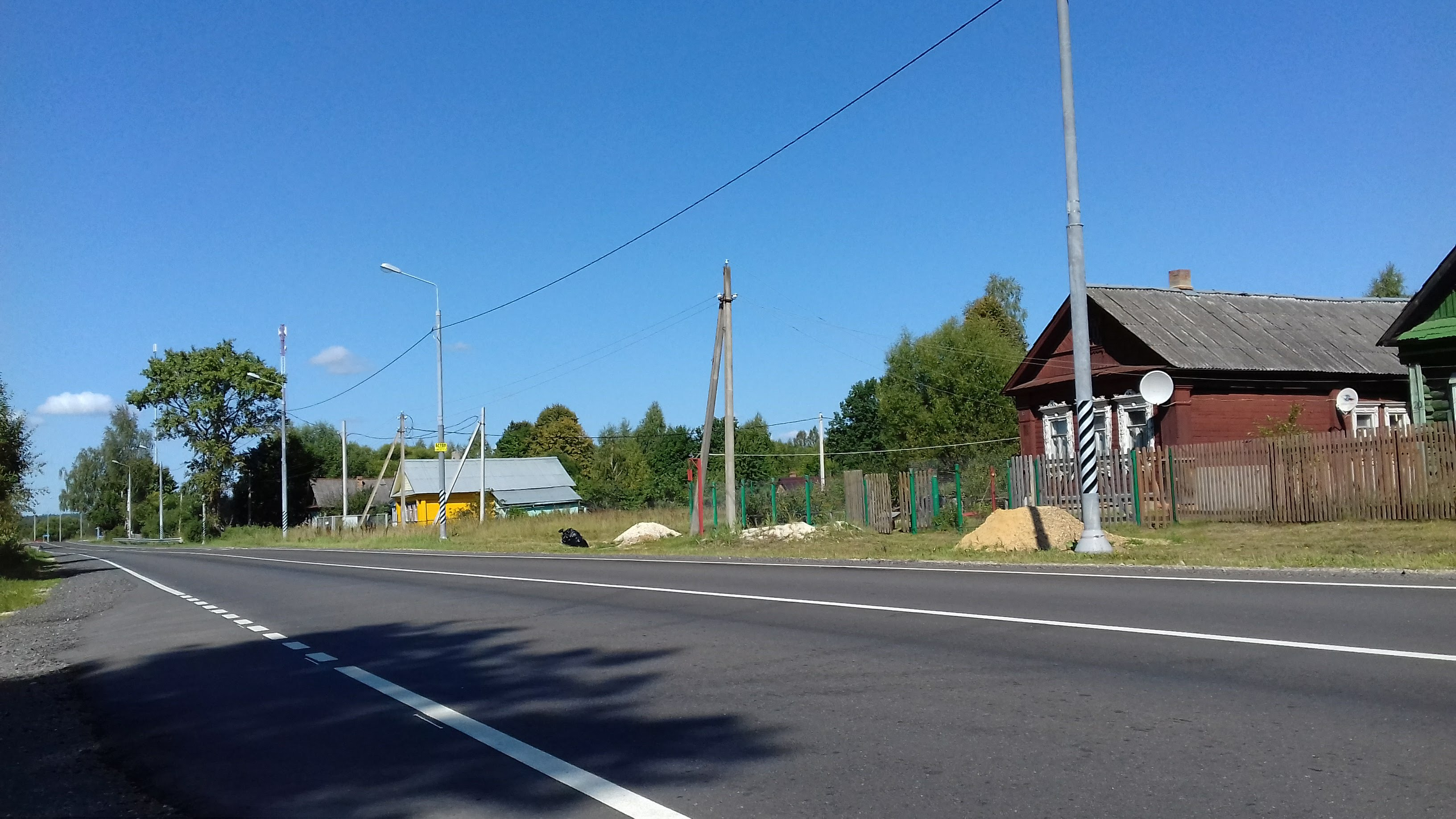
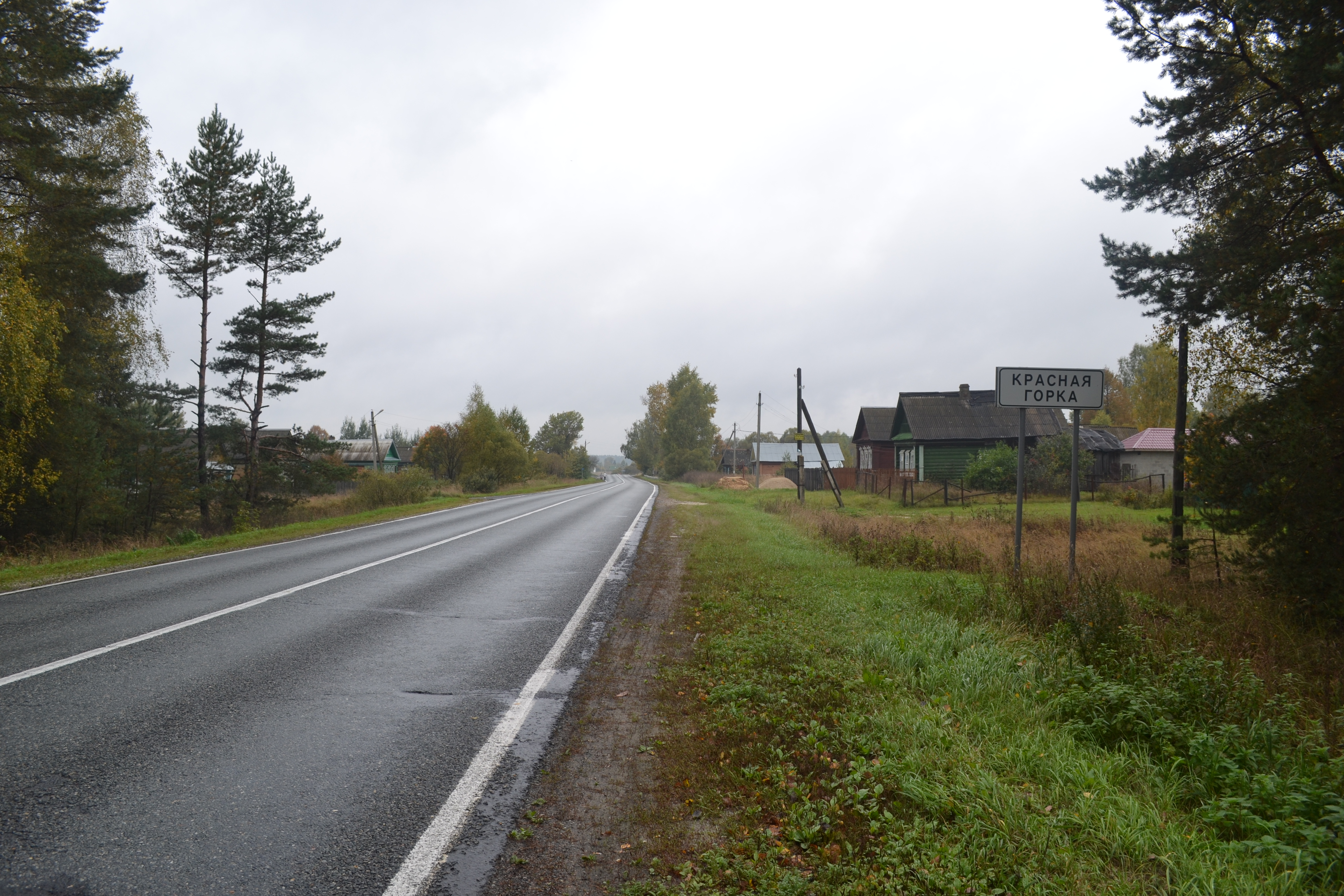
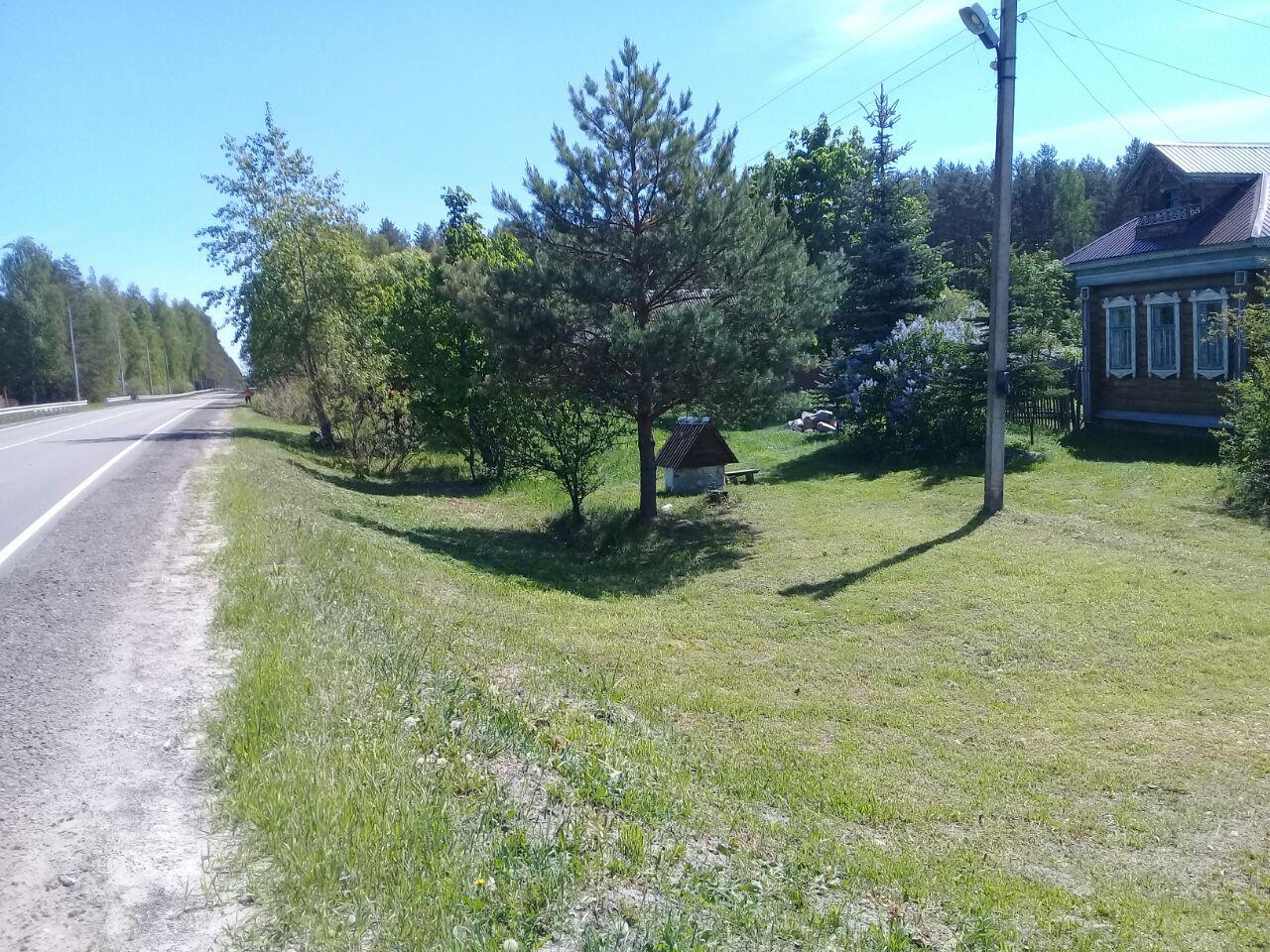